# Corythalia insularis
Corythalia insularis is een spinnensoort in de taxonomische indeling van de springspinnen (Salticidae).
Het dier behoort tot het geslacht Corythalia. De wetenschappelijke naam van de soort werd voor het eerst geldig gepubliceerd in 2007 door Hipólito Ruiz López, Antonio D. Brescovit & Freitas.